# Gli uomini perdonano
Gli uomini perdonano (Tomorrow Is Another Day) è un film del 1951 diretto da Felix E. Feist.
È un film drammatico statunitense a sfondo noir con Ruth Roman e Steve Cochran.

## Trama
Condannato per un omicidio a 13 anni, Bill Clark viene liberato dopo 18 anni dietro le sbarre. Incontra una ballerina di night club, Caterina Higgins, ma quando il suo fidanzato, George Conover, un poliziotto di New York, li sorprende insieme, attacca Bill e gli fa perdere i sensi. Quando si sveglia, si accorge che Conover è morto per un colpo di arma da fuoco.
Bill comprende quale reazione avranno i poliziotti nei suoi confronti non appena sapranno la cosa e non si rende conto che è stata Catherine ad aver sparato al suo fidanzato. La stessa Catherine si offre volontaria per andare con lui in autostop in California, innamorandosi di Bill lungo la strada. Si uniscono poi alla fattoria della famiglia Dawson sulla via di Salinas, dove trovano un lavoro onesto e una relativa felicità, ma solo dopo aver cambiato le loro identità.
Un giorno i Dawson trovano l'articolo di un giornalista che parla di Bill e, dato che hanno bisogno di soldi, lo tradiscono cercando di consegnarlo alla polizia per ottenere la ricompensa. Intanto a New York la polizia rivela che prima di morire Conover ha confessato che era stata Catherine ad avergli sparato per legittima difesa. Così, dopo tante tribolazioni, alla fine Catherine e Bill possono riprendere in mano la loro vita.

## Produzione
Il film, diretto da Felix E. Feist su una sceneggiatura di Guy Endore e Art Cohn e un soggetto dello stesso Endore, fu prodotto da Henry Blanke per la Warner Bros. e girato nei Warner Brothers Burbank Studios a Burbank, nel Warner Ranch a Calabasas, e sulla Ventura Boulevard nella San Fernando Valley, in California, dal 3 gennaio all'inizio di marzo 1951. Il titolo di lavorazione fu  Spring Kill.
Il film doveva originariamente essere interpretato da Burt Lancaster nel ruolo del protagonista ma alla fine fu preferito Steve Cochran. Lo stesso Cochran rimase ferito nel corso della prima settimana di riprese fratturandosi una gamba e dovette prendersi due settimane di pausa.

## Distribuzione
Il film fu distribuito con il titolo Tomorrow Is Another Day negli Stati Uniti dal 22 settembre 1951 (première a New York l'8 agosto) al cinema dalla Warner Bros.
Altre distribuzioni:
- in Svezia il 17 marzo 1952 (Brådstörtad flykt)
- in Finlandia il 1º maggio 1952
- in Francia il 23 maggio 1952 (Les amants du crime)
- in Portogallo il 2 dicembre 1952 (O Amanhã Será Nosso)
- in Turchia nel settembre del 1953 (Ölüm Isareti)
- in Germania Ovest il 15 aprile 1960 (Verfolgt)
- in Austria nel novembre del 1960 (Verfolgt)
- in Brasile (A Vida Começa Amanhã)
- in Grecia (Avrio ximeronei mia alli mera)
- in Belgio (Gezocht wegens moord)
- in Italia (Gli uomini perdonano)
- in Belgio (Le crime d'une autre)
- in Spagna (Unidos por el crimen)